# ایمونوگلوبولین ام

هر پادتن به یک آنتی‌ژن مخصوص متصل می‌شود. مثل اثر متقابل قفل و کلید

ایمونوگلوبولین ام (به اختصار IgM)، یکی از زیرگونه‌های پادتن در پستانداران است. این پادتن‌ها پس از تماس با آنتی‌ژن، اولین پادتن‌هایی هستند که در بدن ساخته می‌شوند و توسط لنفوسیت‌های فعال و پلاسماسل‌ها تولید می‌شوند.

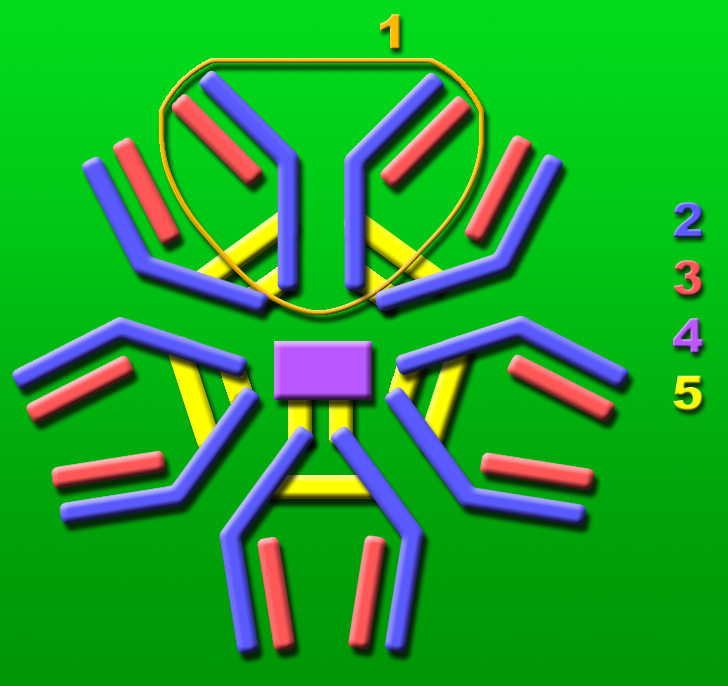
IgM (Immunoglobulin M) antibody molecule consisting of 5 base units. 1: Base unit. 2: Heavy chains. 3: Light chains. 4: J chain. 5: Intermolecular disulfide bonds.

IgM scheme. Heavy chains are blue; light chains are yellow.

## تقسیم‌بندی
پادتن‌ها بر اساس خواص فیزیکی، شیمیایی و ایمونولوژیکی تقسیم‌بندی می‌شوند:
1. ایمونوگلوبولین ای
2. ایمونوگلوبولین دی
3. ایمونوگلوبولین ئی
4. ایمونوگلوبولین ام
5. ایمونوگلوبولین جی